# Oussama Oueslati
Oussama Oueslati (født 24. marts 1996) er en tunesisk taekwondoudøver. 
Han repræsenterede Tunesien ved sommer-OL 2016 i Rio de Janeiro og vandt en bronzemedalje i mændenes 80 kg.  Han var flagbærer for Tunesien ved afslutningsceremonien.